# 就労移行支援
就労移行支援（しゅうろういこうしえん）とは、障害者総合支援法を根拠とする民間の障害者への職業訓練制度であり、一般企業への就労を希望し、知識・能力の向上、実習、職場探し等を通じ、適性に合った職場への就労等が見込まれる65歳未満の者を対象とする。利用者は一般企業への就労を希望する者、技術を習得し、在宅で就労・起業を希望する障害者である。
その趣旨により雇用契約がなく、一般企業の職場実習を除き基本的に賃金・工賃は支払われない。生活保護受給世帯や市町村民税非課税世帯の場合を除き自己負担がある。利用者ごとに標準期間（24ヵ月）内での利用である。
ステップアップのための中間的環境、職業適性等に関するアセスメント機能、障害のある人の自己理解を支援し就労意欲を高める機能、適した職場を見つけ調整するマッチング機能、就職直後から長期の継続支援を含むフォローアップ機能の5つの機能があると言われる。平成29年12月時点で事業所数は3,398カ所、利用者数は33,493人である。平成29年の就労移行支援から一般企業への移行率は26.4%である。

## 設置根拠
主な人員配置はサービス管理責任者、職業指導員(6:1以上)、生活支援員(6:1以上)、就労支援員(15:1以上)である。